# Black Ball Line

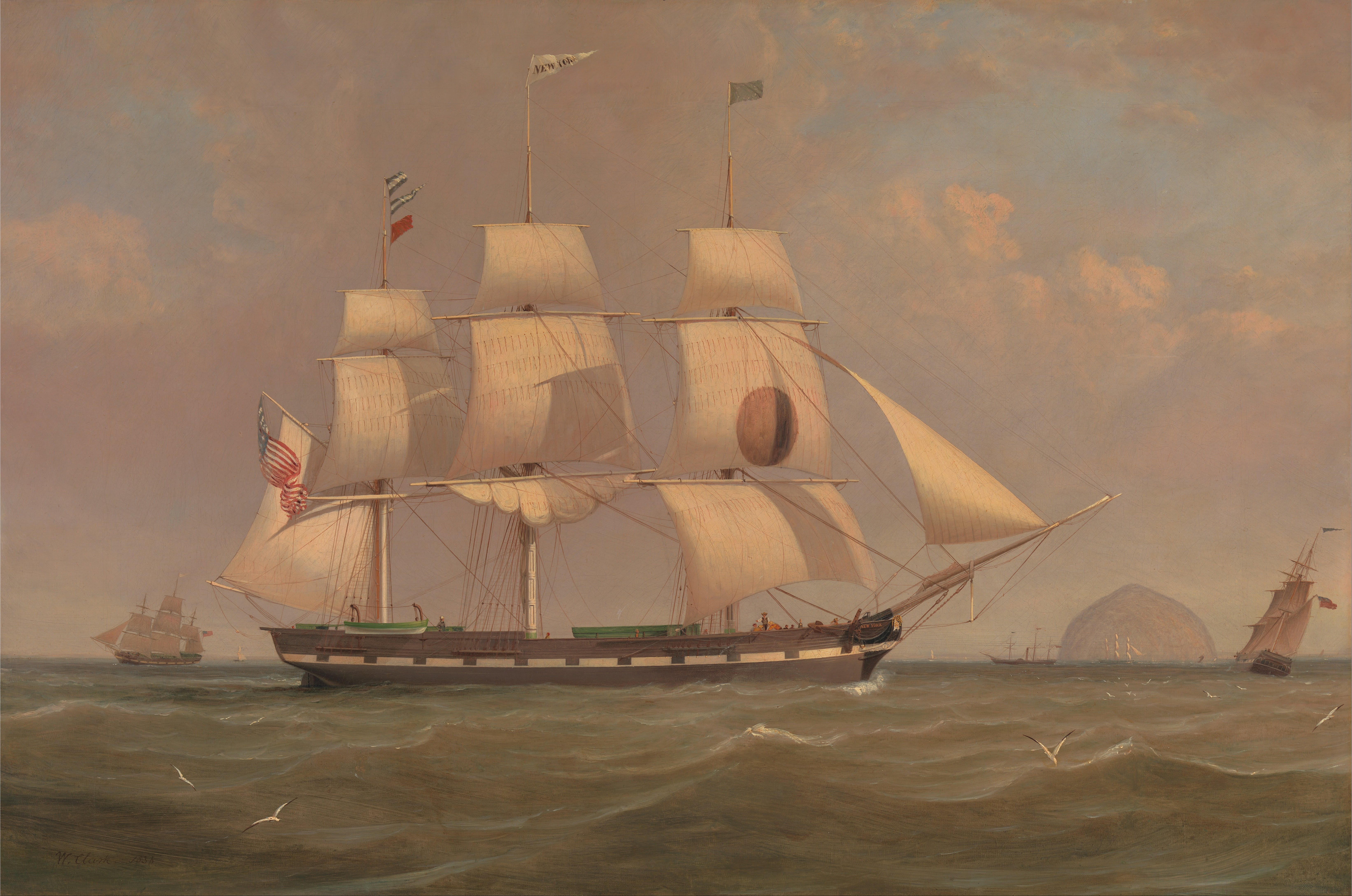
Obraz przedstawiający należący do Black Ball Line statek "New York". Autor – William Clark

Black Ball Line – flota handlowa składająca się z kliprów. Została założona w 1817 roku przez grupę kwakierskich kupców z Nowego Jorku, na czele z Jeremiahem Thompsonem. Była to pierwsza transatlantycka linia transportowa. Statki kursowały pomiędzy Liverpoolem a Nowym Jorkiem. Nazwa wzięła się od jej flagi – czarnej kuli na czerwonym tle.